# Günter Schlipper
Günter Schlipper (* 13. August 1962 in Oberhausen) ist ein ehemaliger deutscher Fußballspieler.

## Karriere als Spieler
Nach zwei Jahren beim Essener Amateurligisten BV Altenessen begann die Profi-Karriere des Mittelfeldspielers 1983 beim MSV Duisburg. Nachdem er dort und auch später bei Rot-Weiß Oberhausen gute Leistungen gezeigt hatte, holte ihn der 1. FC Köln 1988 in die Bundesliga. Dort konnte er den hohen Erwartungen nicht gerecht werden und verließ die Kölner bereits nach einem halben Jahr wieder. Er ging zurück in die 2. Bundesliga zum FC Schalke 04. Mit den Knappen gelang ihm 1991 der Aufstieg in die Bundesliga. In zwei Jahren Bundesliga mit den Königsblauen wurde er 33-mal eingesetzt. 1993 verließ er Schalke und kehrte zu Rot-Weiß Oberhausen zurück, wo er eine Saison in der Oberliga Nordrhein spielte. Nach dem Ende seiner Spielerkarriere gestand er die Einnahme von Captagon während seiner Zeit beim MSV Duisburg.

## Trainerkarriere
Von 1995 bis 2003 war Schlipper Spieler und dann Co-Trainer beim Nordrhein-Oberligisten SV Adler Osterfeld. Osterfeld ließ die Mannschaft nach der Saison 2004/05 in die Landesliga Niederrhein zurückversetzen; Schlipper übernahm zur Saison 2005/06 den Cheftrainerposten (von Hans-Günter Bruns). Im Februar 2010 trat er als Trainer zurück.

## Nach der Karriere
Seit dem Jahr 2006 ist Schlipper selbständig und Inhaber einer Gerüstbaufirma in Oberhausen mit fünf Angestellten.
Schlipper ist Mitglied der Schalker Traditionsmannschaft und spielt dort mehrmals im Jahr. Außerdem trainiert er einmal im Jahr die ERGO-Nationalmannschaft, eine Mannschaft aus von der Versicherung ausgewählten Amateurspielern, die dann gegen die Schalker Profis antreten darf.
Schlipper wohnt in Oberhausen-Lirich.

## Erfolge
- 1991 Aufstieg in die 1. Bundesliga mit Schalke 04